# Día Internacional de la Amistad
El Día Internacional de la Amistad es una jornada que fue establecida oficialmente en 2011 por la Asamblea General de las Naciones Unidas eligiendo como fecha el 30 de julio.

## Proclamación
La primera sugerencia para una celebración internacional fue realizada por la Cruzada Mundial de la Amistad, una organización fundada por el Dr. Ramón Artemio Bracho y sus amigos en Puerto Pinasco, Paraguay, en 1958. Esta organización promovió el poder de la amistad y su importancia para crear una cultura de paz y decidieron celebrar la Semana de la Amistad. Al año siguiente, repitieron la semana y culminaron el 30 de julio, declarando este día como el Día de la Amistad. Desde entonces, las celebraciones de la amistad crecieron y se expandieron por las Américas y luego por todo el mundo. El Día Internacional de la Amistad fue proclamado por las Naciones Unidas el 3 de mayo de 2011. La iniciativa busca que la amistad entre pueblos, países, culturas y personas inspire iniciativas de paz y promueva la solidaridad y el entendimiento mutuo.

## Celebración
Se celebra anualmente el 30 de julio. La elección de esta fecha busca fomentar la inclusión cultural y el respeto a la diversidad. La ONU alienta a gobiernos y organizaciones a organizar actividades que promuevan el diálogo entre civilizaciones y la reconciliación. Desde su primera celebración, se han realizado diversos eventos a nivel mundial que involucran especialmente a jóvenes y líderes comunitarios para promover la comprensión internacional.

## Día del amigo

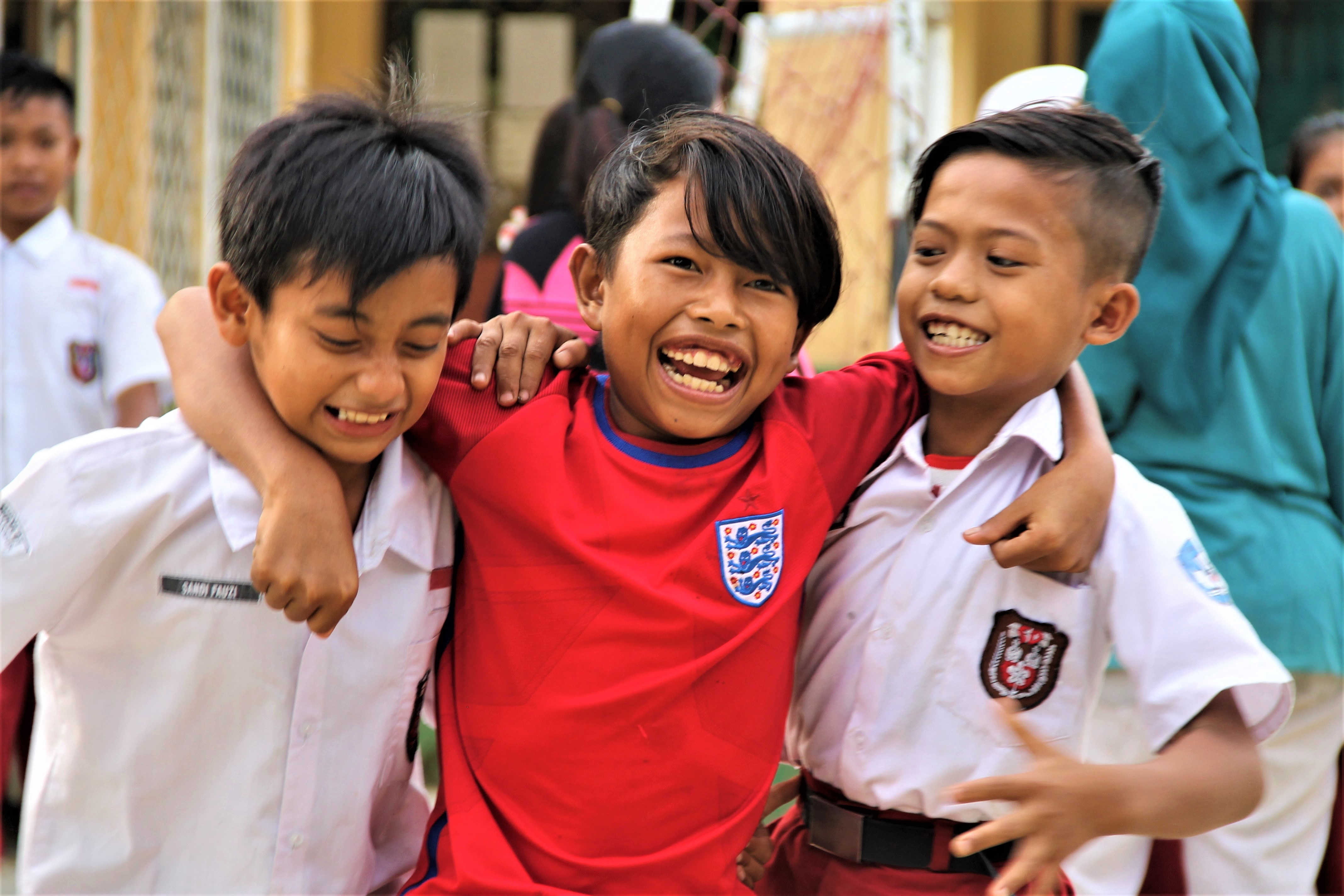

Sin embargo el 30 de julio como propuesta de celebración no coincide en todas las partes del mundo, esto refleja la importancia de la amistad en diferentes culturas y contextos nacionales.